# كلاوديو بيليجريني (فيزيائي)
كلاوديو بيليجريني (بالإيطالية: Claudio Pellegrini)‏ هو فيزيائي إيطالي، ولد في 9 مايو 1935 في روما في إيطاليا.